# Чика (деревня)
Чика — деревня в Ижемском районе Республики Коми (Россия). Входит в муниципальное образование сельского поселения «Брыкаланск».

## География
Расположена в северной части республики, на правом берегу реки Печоры в 2,5 км к востоку от Брыкаланска, в 56 км к северо-северо-востоку от Ижмы и в 449 км к северо-востоку от Сыктывкара.

## История
Деревня была основана в 10 августа 1879 году выходцами из села Брыкаланск (Кыдзкар).

## Население
| 2010 |
| ---- |
| 309  |

Национальный состав
В 2014 году — 352 человек (коми)

## Образование
До недавнего времени была своя школа. Из-за малого числа учащихся, детей перевели для обучения в школу села «Брыкаланск».

## Религия
Христиане — православные.